# گرندپری جهانی اسکیت‌برد سواری
گرندپری جهانی اسکیت‌برد سواری ((به انگلیسی: World Skateboarding Grand Prix)(اختصاری WSGP)) شرکتی است که در زمینه مدیریت رویدادهای اسکیت‌برد سواری فعالیت می‌کند و در ساکرامنتو، کالیفرنیا مستقر است.
در سال‌های ۲۰۱۳ و ۲۰۱۴، WSGP مسابقات قهرمانی جهانی اسکیت‌برد سواری را که موسوم به «جام الماس کیمبرلی» بود را در کیمبرلی، برگزار کرد.
این مسابقات در سال ۲۰۱۳ دارای بزرگ‌ترین جوایز نقدی در تاریخ اسکیت‌برد سواری بودند، از جمله جایزه نقدی ۱۰۰٬۰۰۰ دلاری برای مقام اول در رقابت‌های اسکیت‌برد خیابانی.

## زمینه
«گرندپری جهانی اسکیت‌برد سواری» (WSGP) شرکتی است که در زمینه مدیریت رویدادهای اسکیت‌برد تأسیس شده و توسط تیم مک‌فرن که مدیرعامل این شرکت است، در سال ۲۰۱۳ بنیان‌گذاری شده است. این شرکت در ساکرامنتو، کالیفرنیا مستقر است.
مک‌فرن پیش‌تر به عنوان معاون رئیس در شرکت مالیوف فعالیت داشته و مسابقات قهرمانی جهانی «جام پول مالیوف» را از سال ۲۰۰۸ تا ۲۰۱۲ برگزار کرده است. در سال ۲۰۰۹، مک‌فرن به عنوان یکی از «۲۵ نفر داغ» و «بهترین و درخشان‌ترین حرفه‌ای‌های کسب‌وکار» در منطقه اورنج کانتی، کالیفرنیا از سوی اوسی مترو معرفی شد.

## جام الماس کیمبرلی

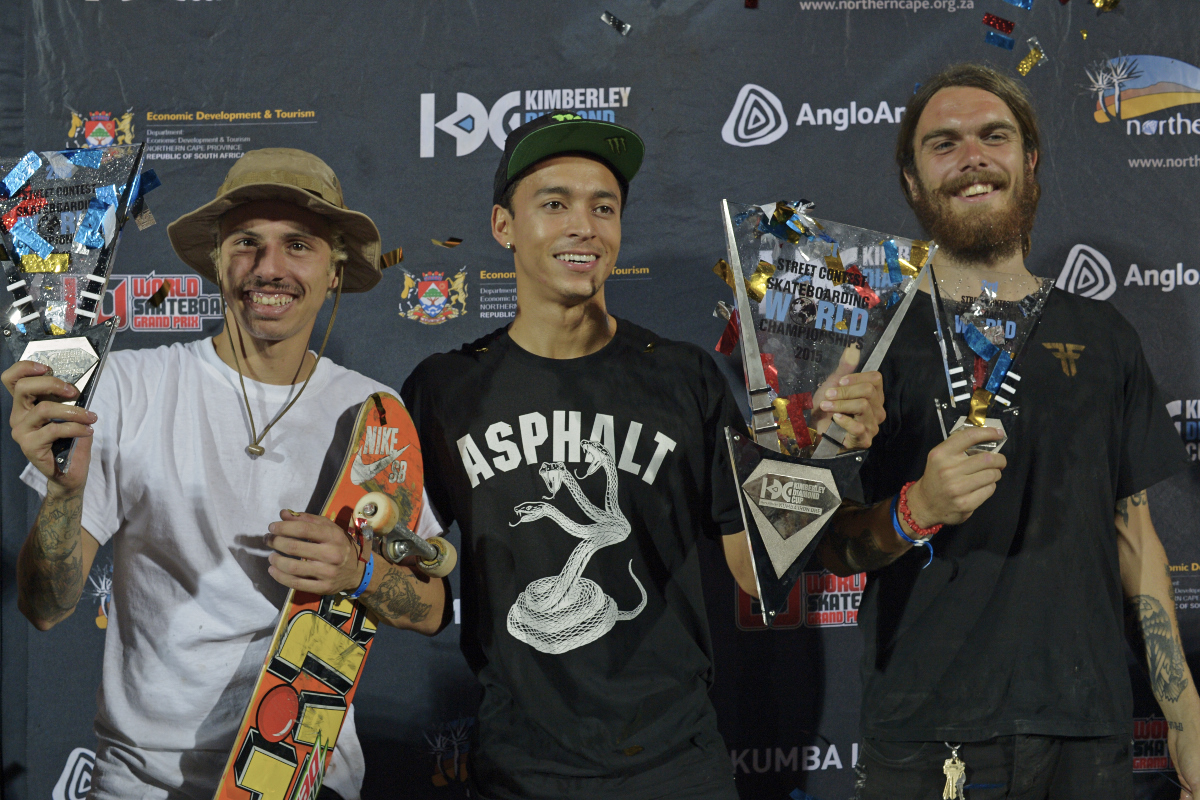
جام جهانی خیابانی کیمبرلی ۲۰۱۵ - از چپ، لوآن اولیویرا، برزیل (رتبه دوم)، نیجاه هاستون، ایالات متحده (رتبه اول) و جی‌اس لاپی‌یر، کانادا (رتبه سوم)

جام‌های جهانی اسکیت‌برد سواری که «جام الماس کیمبرلی» نام داشتند در سال‌های ۲۰۱۳، ۲۰۱۴ و ۲۰۱۵ توسط «گرندپری جهانی اسکیت‌بوردینگ» (WSGP) برگزار و با همکاری دولت استانی کیپ شمالی و «کومبا آیرن اور»، چهارمین تولیدکننده بزرگ سنگ‌آهن در جهان و بزرگ‌ترین در آفریقا، گسترش یافت. مسابقات اسکیت‌برد سواری آزاد در «کومبا اسکیت پلازا» در کیمبرلی، پایتخت استان کیپ شمالی در آفریقای جنوبی برگزار شد.
جام الماس کیمبرلی جایگزین مسابقات قهرمانی جهانی «جام پول مالوف» شد که در سال‌های ۲۰۱۱ و ۲۰۱۲ برگزار می‌شد. این رویداد به پاس تاریخ کیمبرلی به عنوان مکان اولین معدن الماس در آفریقای جنوبی و به خاطر شهرتش به عنوان «شهر الماس» نام‌گذاری شد.
جایزه نقدی برای مسابقات قهرمانی جهانی اسکیت‌بوردینگ «جام الماس کیمبرلی» ۲۵۰٬۰۰۰ دلار بود و مجموع جایزه نقدی ۵۰۰٬۰۰۰ دلار، بزرگ‌ترین جایزه نقدی در اسکیت‌برد سواری بود.
رویدادهای جام الماس کیمبرلی به صورت زنده در ۱۲۰ کشور پخش شدند. شبکه سوپر اسپرت که از پیشتازان ارائه‌دهنده خدمات ورزشی در آفریقای جنوبی بود، این مسابقات را پخش کرد.
در تابستان ۲۰۱۳، اسکیت‌برد سواران حرفه‌ای، ریان دسنزو و آدام دایت به تور «اسکیت‌برد سواری برای بخشیدن امید» در استان کیپ شمالی پیوستند.
WSGP همچنین مراکز آموزشی در سرتاسر آفریقای جنوبی برگزار کرد، اسکیت‌بردهایی را اهدا کرد و یک مربی تمام‌وقت اسکیت‌برد سواری را در «کومبا اسکیت پلازا» استخدام نمود.
WSGP با یک شرکت مدیریت پروژه آفریقای جنوبی برای برگزاری جام الماس کیمبرلی همکاری کرد.

## جام رایدر نیویورک
در سال ۲۰۱۴، WSGP مسابقات تیمی اسکیت‌برد سواری «جام رایدر نیویورک» را در شهر نیویورک برگزار کرد. مسابقات در پنج منطقه نیویورک برگزار شد و فینال‌ها در پارک اسکیت کول‌من اسکیت‌پارک در «لاور ایست ساید» برگزار گردید. تیم‌های برنده از هر منطقه (مجموعاً ۱۲ تیم) برای کسب ۱۰٬۰۰۰ دلار و همچنین سفر رایگان به آفریقای جنوبی برای شرکت در مسابقات جهانی «جام رایدر» در جام الماس کیمبرلی ۲۰۱۴ رقابت کردند.

## مسابقات قهرمانی اسکیت‌بوردینگ ترکیه
در اوت ۲۰۱۴، WSGP اعلام کرد که قصد دارد در سال ۲۰۱۵ یک سری مسابقات «گرند اسلم» اسکیت‌برد سواری در ترکیه برگزار کند. این رویدادها در اولین مسابقات قهرمانی اسکیت‌برد سواری ترکیه در استانبول در تاریخ ۳۱ مه ۲۰۱۵ به اوج خود رسید.